# سنگ‌نگاره بیرجند
سنگ نگاره بیرجند مربوط به سده‌های میانه و متاخر دوران‌های تاریخی پس از اسلام است و در شهرستان ایرانشهر، بخش مرکزی، دهستان نایگون، ۱۶ کیلومتری جنوب روستای اله آباد نایگون واقع شده و این اثر در تاریخ ۲۶ اسفند ۱۳۸۷ با شمارهٔ ثبت ۲۵۹۱۵ به‌عنوان یکی از آثار ملی ایران به ثبت رسیده است.